# 武克湖
53°0′24″N 13°38′28″E / 53.00667°N 13.64111°E

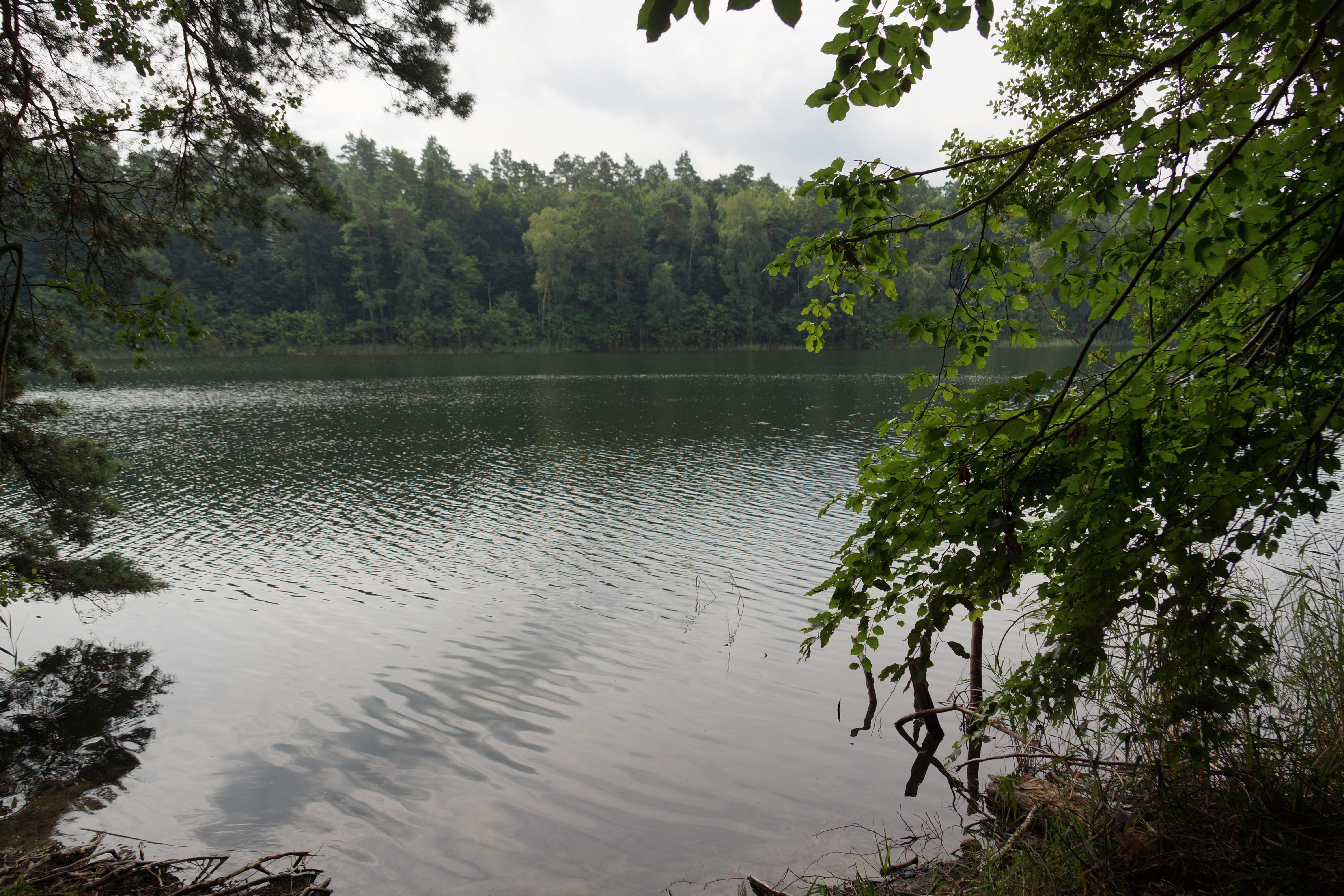

武克湖（德語：Wuckersee），是德國的湖泊，位於該國西南部，由勃蘭登堡州負責管轄，處於烏克馬克縣，長1.4公里、寬0.2公里，面積0.22平方公里，海拔高度58米，最大水深14米。